# چلچله‌های قهوه‌ای
چلچله‌های قهوه‌ای (نام علمی: Phedina) نام یک سرده از تیره پرستویان است.